# Felmir
Felmir o Felemir (en llatí Felmirus o Felemirus) va ser, segons diversos autors, un bisbe titular d'Osma a cavall dels segles IX i X.
Segons l'orde de successió, és el següent documentat després d'Eteri. Apareix en un llistat de bisbes en el Chronicon Albeldense d'època d'Alfons III d'Astúries. Hom l'ha considerat un bisbe, que podria estar documentat entre el 867 i el 911, d'acord amb la documentació conservada, no resident a la seva diòcesi atesa l'ocupació musulmana de la ciutat d'Osma, però que el bisbe treballava des de la cort reial per a la consecució de la conquesta, i que el nomenament de bisbes anomenats in partibus infidelium, era una manera o tradició de conservar el títol.
A banda d'aquesta intitulació, els autors han debatut sobre si s'ocupava de manera directa d'algun territori al comtat de Castella. Manuel Carriedo creu que podria haver tingut seu en el castell de Muñó –on va localitzar l'anomenada diòcesi medieval de Muñó–, per tal de controlar el territori fronterer d'Osma, quan encara no estava conquerida. Altres autors, com Gonzalo Martínez Díez, creuen que Osma cal equiparar-la a la diòcesi de Valpuesta, amb seu al monestir de Santa Maria de Valpuesta, i que Felmir era potser un bisbe que s'ocupés del territori del comtat de Castella, i que l'Osma anomenada a la crònica Albeldense no fos la tradicional sinó Uxama Barca, l'actual Osma de Valdegovía, situada a cinc quilòmetres del monestir de Valpuesta. No obstant això, hi ha autors que descarten que es canviés la seu tradicional d'Osma tenint els precedents visigòtics, o instal·lar-lo a Valpuesta sense cap mena de justificació. Carriedo, a més, considera que seria possible que Felmir establís la seva residència al monestir de Valpuesta, però no perquè en fos bisbe, sinó perquè no era inusual pels bisbes de l'època retirar-se a monestirs.